# سیارک ۱۶۳۸۰۰
سیارک ۱۶۳۸۰۰ (به انگلیسی: 163800 Richardnorton، نامگذاری:2003QS69) صد و شصت و سه هزار و هشتصدمین سیارک کشف شده‌است که در ۲۶ اوت ۲۰۰۳ کشف شد.